# マテナダラン

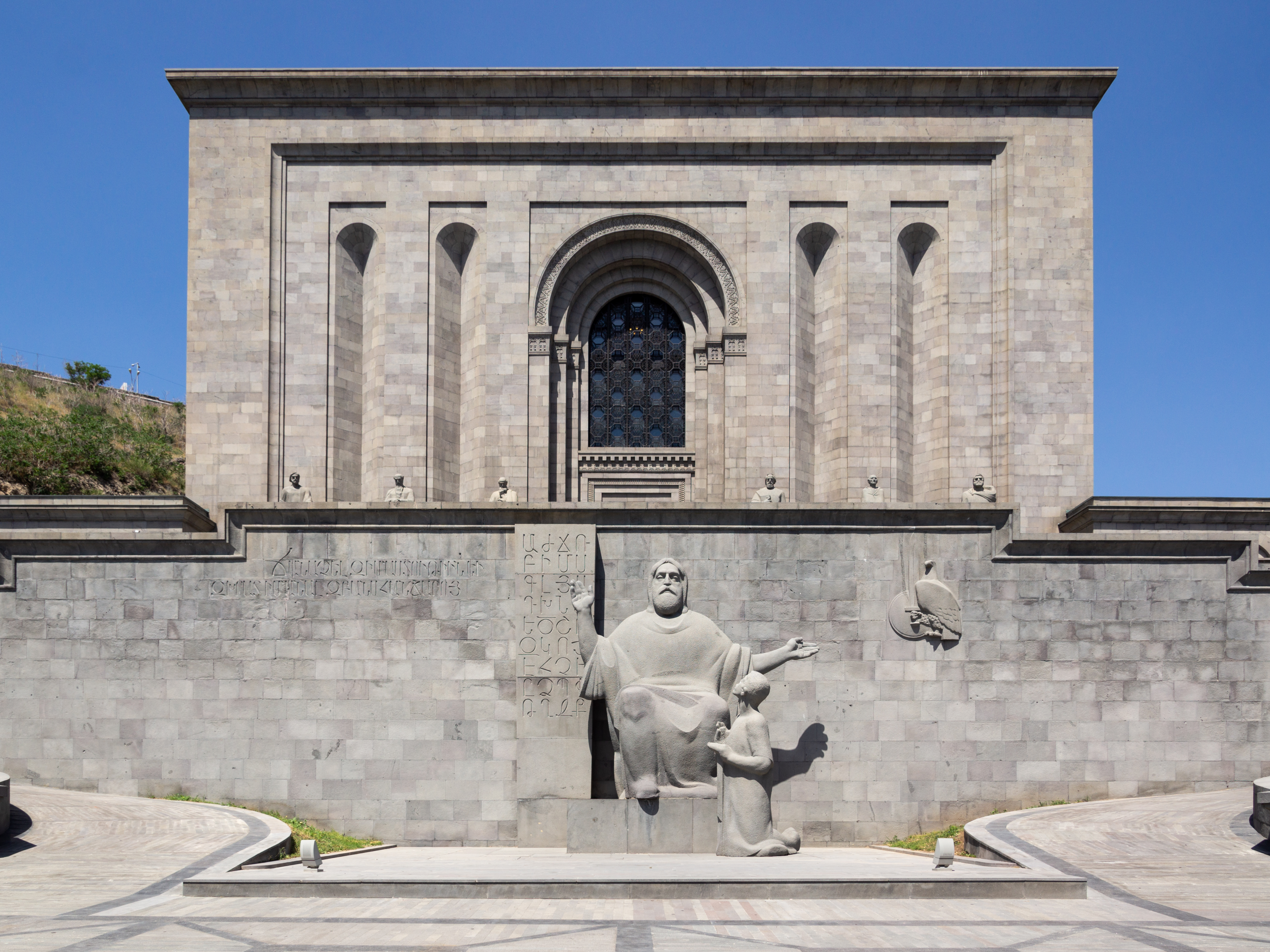
マテナダラン

マテナダラン（アルメニア語: Մատենադարան、英語 The Matenadaran archives）は、アルメニア共和国エレバンに在る世界有数の古文書館（公文書館）である。アルメニア国字創設者メスロプ・マシュトツの名を冠している。現在約30万の古手稿を管理している。古文書の数は資料によってまちまちであり、未だ確認されていない資料が存在するものと思われる。2001年に日本の外務省が無償で古文書保存のための協力をする約束をしている。